# Tebaban
Tebaban is een bestuurslaag in het regentschap Oost-Lombok van de provincie West-Nusa Tenggara, Indonesië. Tebaban telt 8412 inwoners (volkstelling 2010).